# Saturnia invittata
Saturnia invittata är en fjärilsart som beskrevs av Schultz. 1909. Saturnia invittata ingår i släktet Saturnia och familjen påfågelsspinnare. Inga underarter finns listade.